# Исегава, Мозес
Мозес Исегава, настоящее имя Сей Вава (нидерл. Moses Isegawa, Sey Wava, 10 августа 1963, Кампала) — угандийский писатель, гражданин Нидерландов, пишет на английском языке.

## Биография и творчество
Из католической семьи, принадлежащей к среднему классу. Учился в католической семинарии, окончил университет Макерере. Работал школьным учителем, преподавал историю. В 1990 году переехал в Нидерланды, выучил язык, в 1995 г. получил нидерландское гражданство. Жил в Бевервейке. В 2005 г. вернулся в Уганду.
Мозес Исегава пишет на английском языке, редактирует переводы своих текстов на нидерландский, считается нидерландским автором, вместе с Хафидом Буазза и др. принадлежит к группе писателей-иммигрантов. Первый же его роман Абиссинские хроники (1998) был переведен на 15 языков, получил признание в стране и за рубежом, критика назвала автора угандийским Маркесом.

## Романы
- Абиссинские хроники/ Abessijne kronieken (1998), Abyssinian Chronicles (2000, входит в число ста лучших африканских книг XX века[источник не указан 2043 дня])
- Змеиная нора/ Slangenkuil (1999), Snakepit (2004)
- Преднамеренные действия/ Voorbedachte daden (2004)
- Война слёз/ Wie niet horen wil (2007), The war of the ears